# Simopteryx sericea
Simopteryx sericea är en fjärilsart som beskrevs av Paul Dognin 1913. Simopteryx sericea ingår i släktet Simopteryx och familjen mätare. Inga underarter finns listade i Catalogue of Life.